# روبين فايسمان
روبين فايسمان (بالإنجليزية: Robin Weisman)‏ هي ممثلة أمريكية، ولدت في 14 مارس 1984 في الولايات المتحدة.

## وصلات خارجية
- روبين فايسمان على موقع IMDb (الإنجليزية)
- روبين فايسمان على موقع أول موفي (الإنجليزية)
- روبين فايسمان على موقع قاعدة بيانات الفيلم (الإنجليزية)